# Peres (Kassa)
Peres (szlovákul: Pereš) Kassa város része Szlovákiában, közigazgatásilag a Kassai kerület Kassai II. járásához tartozik. Területe 1,35 km². Polgármester Jozef Karabin.

## Fekvése
Kassa óvárosától délnyugatra, az 50. számú főút északi oldalán fekszik.

## Története
Peres Kassa egyik legfiatalabb városrésze. Az a terület, ahol ma a városrész fekszik egykor erdős terület volt, melyet a szentlőrinckei Hervay Erzsébet birtokolt. A falut tulajdonképpen 1937. május 27-én alapították, amikor Jarolím Holešovský és 37 társa megvásárolta a területet Hervay Erzsébettől és kérelmezte a Kassai járási hivataltól, hogy ott új települést létesítsen. Erre 1938 júliusában meg is kapták az engedélyt. Az első bécsi döntés következtében 1938-1945 között ez a terület is visszakerült Magyarországhoz.
A település a mai napig is megőrizte a vidéki jellegét. A városrészen fitneszközpont, labdarúgópálya, kultúrház és klub épült.

## Népessége
1990-es adatok szerint a városrésznek ekkor 609 lakosa volt.
2000-ben 871-en lakták, ez a szám 2002-re már meghaladta az ezret.
Lakosainak száma 2003-ban 990 volt.
2011-ben 1553 lakosából 1113 szlovák.